# تكساس المكسيكية

خريطة لمنطقة الإمبراطورية المكسيكية الأولى عام 1821.

تكساس المكسيكية هو الاسم التاريخي الذي استُخدم للإشارة إلى فترة من تاريخ تكساس، تمتد بين عامي 1821 و1836، حينما كانت جزءًا من المكسيك. استقلّت المكسيك عن إسبانيا عام 1821 بعد انتصارها في الحرب التي بدأت عام 1810 ضد إسبانيا. في البداية، أُديرت تكساس المكسيكية بأسلوب الإدارة ذاته عندما كانت خاضعة لإسبانيا (تكساس الإسبانية). عقب إقرار دستور المكسيك لعام 1824، اعتُمدت البنية الفدرالية، وأُلحقت مقاطعة تيخاس بمقاطعة كواويلا لتشكيل ولاية كواويلا وتيخاس.
في عام 1821، عاش نحو 3500 مستوطن في كامل تيخاس، وتركّزت أغلب المستوطنات في سان أنطونيو ولا باييا، على الرغم من محاولة السلطات تشجيع النمو السكاني في المنطقة المتاخمة للحدود. فاق عدد السكان الأصليين في المقاطعة عدد المستوطنين إلى حدّ كبير. أصدرت المكسيك قانون الاستيطان العام عام 1824 بهدف زيادة عدد المستوطنين، فسمح القانون لكافة أرباب الأسر بامتلاك الأراضي في المكسيك، بصرف النظر عن عرقهم أو ديانتهم أو كونهم مهاجرين أم لا.
حصل ستيفن إف أوستن على أول منحة مقاولة لاستيطان الأرض عندما كانت خاضعة للسيادة الإسبانية، وعُرف وجماعته باسم «الثلاثمائة القدماء»، واستقروا بمحاذاة نهر برازس عام 1822. أقرّت الحكومة المكسيكية لاحقًا تلك المنحة. حصل 23 مقاولًا على منح مشابهة للاستيطان في الولاية، جاء أغلبهم من الجنوب الأمريكي، بينما استوطن المواطنون المكسيكيون في مستعمرة واحدة فقط، وشُيّدت مستعمرتان فقط على يد مهاجرين أوروبيين.
لاحقًا، خشي المسؤولون المكسيكيون من سلوك الأنجلو أمريكيين في تيخاس، كإصرارهم على جلب العبيد إلى الولاية مثلًا. أقر أحد التشريعات قانون 6 أبريل عام 1830، وهو القانون الذي حظر هجرة مواطني الولايات المتحدة مستقبلًا. أسست الحكومة عدة حصون جديدة في المنطقة لمراقبة نشاط الهجرة وممارسات الأعراف والتقاليد ضمنها. عقد المستوطنون الساخطون اجتماعًا عام 1832 للمطالبة بالسماح لمواطني الولايات المتحدة بالهجرة إلى تيخاس. في الاجتماع الذي تلاه في العام التالي، اقترح المستوطنون تحويل تكساس إلى ولاية مكسيكية منفصلة. على الرغم من تطبيق المكسيك عدة إجراءات بهدف إرضاء المستوطنين، لكن إجراءات أنطونيو لوبيز دي سانتا آنا الساعية إلى تحويل المكسيك من دولة فدرالية إلى دولة مركزية جلبت نتائج كارثية، ودفعت بالمستوطنين الأمريكان إلى التمرّد.
وقعت أولى أحداث العنف في 26 يونيو عام 1832 خلال معركة فيلاسكو. في 2 مارس 1836، أعلن سكان تكساس استقلالهم عن المكسيك. انتهت ثورة تكساس في 21 أبريل عام 1836 عندما أُسر سانتا آنا على يد سكان تكساس عقب معركة سان جاسينتو. على الرغم من إعلان تكساس استقلالها وتكوين جمهورية تكساس، رفضت المكسيك الاعتراف بتكساس على أنها دولة جديدة.

## الاستقلال المكسيكي
في 1821، حصلت المكسيك على استقلالها من إسبانيا عقب الحرب المكسيكية المدمرة. شملت أراضي المكسيك معظم أراضي إسبانيا الجديدة (التاج الإسباني لإسبانيا الجديدة) سابقًا، من بينها تكساس الإسبانية. أصدر الثوار المنتصرون دستورًا انتقاليًا، عُرف باسم خطة إغوالا. أعادت الخطة السابقة ترسيخ الكثير من الأفكار والقيم التي أُدرجت ضمن دستور إسبانيا لعام 1812، ومنحت حقوق المواطنة المتساوية لكافة الأعراق.
في البداية، برز خلاف حول نظام الحكم في الدولة الجديدة، وهو اعتماد النظام الملكي أم الجمهوري الفدرالي. تخلى أوغستين دي إتوربيدي (أوغستين الأول) عن العرش في مارس عام 1823 بعدما كان أول ملك للمكسيك. في الشهر التالي، أسس مواطنو سان أنطونيو لجنة حكومية لإدارة مقاطعة تكساس، تألفت من مفوضين عن سان أنطونيو، ومفوض عن لا باييا وآخر عن ناكوغدوشس. في شهر يوليو، عيّنت الحكومة المؤقتة الوطنية الجديدة لوثيانو غارثيا في منصب الزعيم السياسي لتكساس. في 27 نوفمبر عام 1823، انتخب سكان المكسيك ممثلين في مجلس النواب سعيًا لوضع دستور جديد. كان إراسمو سيغين ممثل تكساس في مجلس النواب. أُقر دستور المكسيك الجديد في 4 أكتوبر عام 1824، فتحوّل نظام الحكم في الدولة إلى نظام جمهوري فدرالي يتألف من 19 ولاية و4 أقاليم. صُيغ الدستور على شاكلة دستور الولايات المتحدة الأمريكية، لكن الفرق هو إقرار الديانة المسيحية الرومانية الكاثوليكية بصفتها الديانة الرسمية والوحيدة للبلاد.
كانت الكثافة السكانية في تكساس ضعيفة، فُدمجت مع كواويلا لتشكيل ولاية كواويلا وتيخاس. طالبت تكساس في البداية منحها وضع إقليم إذا رُفض طلبها في إقامة دولة، لكن بعدما أدرك سيغين أن الولايات لها سلطة التحكم بالأراضي العامة وإدارتها، بينما تسيطر الحكومة الوطنية على أراضي الإقليم العامة، اختار سيغين ألا يستجيب لطلب تغيير وضع تكساس وجعلها إقليمًا. منح الكونغرس خيارًا لتكساس يتمثل بإمكانية تأسيس دولة مستقلة «حالما ترى نفسها قادرة على ذلك». شملت الولاية الجديدة، وهي الأفقر ضمن الاتحاد الفدرالي المكسيكي، حدود تكساس الإسبانية سابقًا، لكنها لم تشمل المنطقة المحيطة بإل باسو، والتي انتمت إلى ولاية شيواوا، ومنطقة لاريدو في تكساس حاليًا، والتي أصبحت لاحقًا جزءًا من ولاية تاماوليباس. نُقلت عاصمة تكساس من سان أنطونيو إلى مونكلوفا، ثم نُقلت مجددًا إلى سالتيو. خضعت ولاية كواويلا وتيخاس لتنظيم عسكري موّحد، وانطبق الأمر ذاته على ولايتي تاماوليباس ونويفو ليون. تزامنًا مع تشكيل حكومة الولاية الجديدة، اضطرت لجنة حكومة تكساس المؤقتة إلى حلّ نفسها. تردد الكثير من سكان تيخاس في التخلي عن الحكم الذاتي الذي تمتعوا به سابقًا.
فكك دستور عام 1824 نظام البعثات التبشيرية الإسبانية في تكساس، وطالب البعثات التي يزيد عمرها عن 10 أعوام بالتحوّل إلى أبرشيات، بينما مُنحت البعثات الأحدث مهلة حتى عام 1842 حتى تتحول إلى بعثات غير دينية (علمانية). عُلمنت معظم البعثات قبل عشرينيات القرن الماضي أساسًا، باستثناء بعثات ريفيوجيو وإسبيرتو سانتو وروزاريو. بحلول عام 1830، تحولت تلك البعثات إلى أبرشيات، ونُقل معظم سكان الأصليين في تلك البعثات إلى مستوطنات أخرى من تكساس. تزامنًا مع علمنة البعثات، وُزعت الأراضي التي خضعت لسلطتها على السكان الأصليين، ما مكّن الحكومة من فرض الضرائب على الأرباح التي تحققها لاحقًا.
كانت الحكومة المكسيكية مفلسة ولا تملك المال الكافي كي تخصصه للقوات العسكرية. تشجع المستوطنون على تأسيس ميليشيات محلية للمساعدة في السيطرة على قبائل شعوب أمريكا الأصلية العدوانية. واجهت تكساس غارات من طرف قبائل الأباتشي والكومانشي، ومع غياب الدعم العسكري الكافي، احتاج المستوطنون القلائل في المنطقة إلى الدعم. أملت الحكومة المكسيكية أن يؤدي تدفق المستوطنين إلى المنطقة في السيطرة على غارات الشعوب الأصلية، لذا حررت الحكومة سياسات الهجرة الخاصة بها تجاه المنطقة للمرة الأولى، وسُمح للمستوطنين من الولايات المتحدة بالإقامة في تلك المستعمرات للمرة الأولى في التاريخ.

## الهجرة
في أواخر القرن الثامن عشر، أوقفت إسبانيا تخصيص حُزم الأراضي في سان أنطونيو ولا باييا، ما صعّب على بعض العائلات ملائمة النمو. مُنحت حقوق الإشغال للناس في القسم الشمالي الشرقي من تكساس، لكن المستوطنين الجدد لم يملكوا حقوق ملكية رسمية للأرض التي عاشوا عليها. قبل فترة قصيرة من استقلال المكسيك، ألغت إسبانيا سياساتها وأقرت قانون الاستيطان. على الرغم من أن القانون لم يلزم المستوطنين في تكساس باتباع دين معين، بدا من الواضح –وفق دستور عام 1812– أن الديانة الوحيدة في إسبانيا هي الكاثوليكية.